# Lina Bruna Rasa
Lina Bruna Rasa (Pàdua, 1907 - Milà, 1984) va ser una soprano dramàtica italiana coneguda per la seva intensitat, entrega i compenetració amb els personatges que va interpretar. Va debutar en el teatre Politeama de Gènova el 1925 a Mefistofele d'Arrigo Boito, després varen venir Milà, Torí i El Caire. Va triomfar després a La Scala com a Santuzza i Maddalena d'Andrea Chénier dirigida per Ettore Panizza.
Va actuar al teatre Colón de Buenos Aires el 1929 a Tosca, La campana sommersa i Andrea Chénier i en el teatre Solís de Montevideo. En aquesta dècada va actuar en tots els teatres italians d'importància, a França, Suïssa i al Gran Teatre del Liceu de Barcelona on va cantar Aida.
El seu repertori va ser bàsicament verista i especialment com a Santuzza de Cavalleria rusticana, paper al que quedarà associada eternament. Va ser la Santuzza preferida del mateix compositor, Pietro Mascagni, que la va dirigir en diverses oportunitats, fins i tot en el primer enregistrament complet de l'obra.
El 1930 va començar a manifestar problemes mentals que es van agreujar amb la mort de la seva mare el 1935. En el període 1935-1942, va patir trastorns nerviosos seriosos i el 1942 va cantar la seva última Santuzza, després de la qual va ser internada. Els seus últims trenta-sis anys de vida van transcórrer confinada en un hospital mental a Milà.

## Trajectòria
Lina Bruna Rasa va néixer a Pàdua i va començar els seus estudis musicals als 14 anys, estudiant amb Guido Palumbo i Italiano Tabarin a la seva Pàdua natal, i més tard a Milà amb Manlio Bavagnoli. La seva aparició en un concert de 1925 al Teatre La Fenice cantant l'ària "Suicidio" de La Gioconda va fer sensació. A finals d'aquell any, als 18 anys va fer el seu debut operístic cantant el paper d'Elena a Mefistofele de Boito al Teatro Politeama de Gènova. Va debutar al Teatro Regio de Torí en el mateix paper el 21 de febrer de 1926 i va ser contractada per Toscanini per cantar Elena per a l'obertura de la temporada de 1927 a La Scala, on va debutar el 16 de novembre de 1927. Va passar a cantar en moltes actuacions notables allà, com ara les estrenes mundials de Nerone de Mascagni, La Sagredo de Franco Vittadini, l'estrena italiana de Skazka o Tsare Saltane de Rimsky-Kórsakov i algunes de les primeres actuacions Sly de Wolf-Ferrari, La Maddalena de Vincenzo Michetti i La de Respighi La campana sommersa. En una sortida del seu repertori habitual, va cantar Mathilde per a la celebració de La Scala del 100è aniversari del Guillaume Tell de Rossini.
Entre 1926 i 1933 Bruna Rasa va cantar per tota Itàlia així com a Montecarlo, Niça, Lausana i Barcelona on va cantar Aïda al Gran Teatre del Liceu de la ciutat comtal. Més lluny, va viatjar a Egipte l'any 1927 on va cantar a Aïda i Omòniza al Teatre Real del Caire. El 1929, va ser contractada per l'empresari teatral, Faustino Da Rosa, per a una sèrie d'actuacions a Amèrica del Sud. Va debutar al Teatre Colón de Buenos Aires el 14 de juny de 1929 com a Maddalena de Coigny a Andrea Chénier amb Georges Thill com a Chénier. També hi va cantar a Cavalleria Rusticana, Tosca i La campana sommersa en la seva estrena sud-americana. L'agost, els cantants de Da Rosa van anar a l'Uruguai on va cantar Andrea Chénier (de nou amb Thill) i Tosca al Teatro Solis de Montevideo.
Els primers papers de Bruna Rasa com a Santuzza a Cavalleria rusticana, el paper pel qual se la recorda millor avui, van ser l'any 1927 a Lausana i Bari. El compositor de l'òpera, Pietro Mascagni, i Bruna Rasa es van conèixer per primera vegada a Venècia el juliol de 1928 quan va dirigir una representació de Cavalleria Rusticana a la Piazza San Marco davant una multitud de 35.000 persones. Mascagni va quedar impactat per la seva intensitat dramàtica i la seva veu poderosa però bella. S'havia de convertir en la seva Santuzza preferida. Posteriorment va dirigir moltes de les seves actuacions en el paper tant a Itàlia com a l'estranger i la va escollir per a l'enregistrament de 1940 de Cavalleria rusticana que va marcar el 50è aniversari de la seva estrena. És l'únic enregistrament d'estudi de llarga durada de l'obra que està dirigit pel mateix Mascagni.

A principis dels anys trenta, Bruna Rasa havia començat a mostrar signes de la malaltia mental que havia de provocar la seva jubilació prematura dels escenaris. Això va empitjorar amb la mort de la seva mare el 1935. Va patir una greu avaria que la va fer passar períodes cada cop més llargs lluny de l'escenari, sovint en sanatoris. Gino Bechi, que va cantar amb ella a l'enregistrament de Cavalleria rusticana de 1940, va recordar que durant les sessions d'enregistrament li preguntava amb insistència si s'havia adonat dels cavalls blancs de les ales que ella creia que esperaven per endur-se-la, però que es tornaria completament lúcid quan el va començar la música. El tenor Giovanni Breviario que va cantar amb ella a Lecco el 1941 va recordar:
| « | "La seva meravellosa veu va cobrar vida tan bon punt va començar les seves escenes. Això va passar només a l'escenari. Tots vam ser molt afectuosos amb ella, però quan no era a l'escenari, era passiva, apàtica, no parlava i es va mantenir tenaçment aferrada a la seva bossa de mà." | » |

 El 20 de juliol de 1942 va cantar Cavalleria rusticana a l'arena exterior de Pesaro. Havia de ser la seva darrera actuació en una òpera en escena. Lina Bruna Rasa va passar els últims 36 anys de la seva vida en un hospital psiquiàtric de Milà, on va morir.

## Rols
A més dels papers escènics que s'enumeren a continuació, Bruna Rasa també va cantar en actuacions radiofòniques de Maggiolata veneziana de Rito Selvaggi i Fedora d'Umberto Giordano.
| - Aida in Aida - Sélika in L'Africaine - Maddalena de Coigny in Andrea Chénier - Amelia in Un ballo in maschera - Magda in La campana sommersa - Carmen in Carmen - Santuzza and Lucia in Cavalleria rusticana - Leonora in La forza del destino - Ricke in Germania - Gioconda in La Gioconda - Mathilde in Guglielmo Tell - Isabeau in Isabeau - Loreley in Loreley - Maddalena in La Maddalena | - Elena and Margherita in Mefistofele - Atte in Nerone - Omòniza in Omòniza - Desdemona in Otello - Elisabetta (?) in I pittori fiamminghi - Cecilia Sagredo in La Sagredo - Dolly in Sly - Tsaritsa Militrisa in Skazka o Tsare Saltane - Venus in Tannhäuser - Tosca in Tosca - St. Clare in Trittico Francescano - Leonora in Il trovatore - Wally in La Wally - Silvia in Zanetto |

## Enregistraments
- Andrea Chénier' (Luigi Marini, Lina Bruna Rasa, Carlo Galeffi, Salvatore Baccaloni; Orquestra i Cor de La Scala; Lorenzo Molajoli, director). Enregistrat originalment l'any 1931. Segell: Naxos Historical 811006667
- Cavalleria rusticana (Beniamino Gigli, Lina Bruna Rasa, Gino Bechi, Giulietta Simionato; Orquestra i Cor de la Scala; Pietro Mascagni, director). Gravat originalment l'any 1940. Segell: EMI Studio 69987 (també publicat a Naxos Historical 811071415)
- Fedora (Gilda Dalla Rizza, Emilio Ghirardini, Antonio Melandri; Orquestra i Cor de La Scala; Lorenzo Molajoli, director). Aquest àlbum també conté extractes de l'Andrea Chénier de 1931 (a dalt) i temes addicionals de Lina Bruna Rasa cantant: "The other night under the sea" i "Check the pale dawn" de Mefistofele; "En aquells cordons suaus" de Manon Lescaut; Vissi d'arte de Tosca; "Veureu els boscos embalsamats" (amb Carlo Galeffi) d'Aïda; i "Tu ho saps, o Mamma" de Cavalleria rusticana. Segell: Gala 758